# Beichtstuhlverfahren
Beichtstuhlverfahren ist die Bezeichnung für eine spezielle Verhandlungsform, einer breiteren Öffentlichkeit vor allem aus der Europäischen Union bekannt, welches dort bei schwierigen Verhandlungen im Europäischen Rat angewandt wird.
Wenn Verhandlungen in der großen Runde festgefahren sind, geht der Präsident des Europäischen Rates (vor Inkrafttreten des Vertrags von Lissabon der Vorsitzende des Europäischen Rates) zu Einzelgesprächen mit den (Minister-)Präsidenten der einzelnen Länder über. In diesen vertraulichen Gesprächen (daher Beichtstuhl), an denen nur noch je ein Berater und ein Dolmetscher teilnehmen, lotet der Ratsvorsitzende die Kompromissbereitschaft und den Verhandlungsspielraum der einzelnen Länder aus. So kann bei Vorhandensein einer gemeinsamen Schnittmenge der Wünsche aller Länder doch noch ein Kompromiss zustande kommen, ansonsten werden die Verhandlungen beendet.
Das Beichtstuhlverfahren wird auch anderswo angewendet, z. B. in anderen politischen Gremien oder etwa bei Koalitionsverhandlungen. Es bietet sich immer dann an, wenn aus den Positionen verschiedener, gemischtparteilich zusammengesetzter Fachpolitikergruppen ein politisches Gesamtkonzept, z. B. ein Koalitionsvertrag, entwickelt werden soll oder muss. 
Es kann der Gesichtswahrung einzelner Beteiligter dienen; „Beichtende“ können Motive oder Bedingungen aussprechen, die sie in einem größeren Kreis nicht nennen können oder wollen (z. B. weil ihr öffentliches Bekanntwerden ihnen schaden würde). „Kuhhandel“ (von Neben- und Zusatzvereinbarungen geprägte Tauschvereinbarungen) sind leichter möglich.